# Varada (Fluss)
Die Varada (Kanaresisch: ವರದಾ ನದಿ, varadā nadi, Sanskrit: वरद) ist ein ca. 220 km langer Nebenfluss des Tungabhadra im südwestindischen Bundesstaat Karnataka; es ist der längste ausschließlich durch Karnataka fließende Fluss. varadā bedeutet so viel wie „jungfräulich“, „segenspendend“ oder „Wünsche erfüllend“.

## Verlauf
Die Varada entspringt in einem quadratisch ummauerten Quellbecken (kalyani) in den Bergen der Westghats, ca. 7 km Fahrtstrecke südlich der Stadt Sagar beim Dorf Thirtha und fließt zunächst in westlicher, später dann in nördlicher und nordöstlicher Richtung bis zu ihrer Einmündung in die Tungabhadra.

## Funktion
Der Fluss ist mehrfach durch kleine Dämme gestaut; sein Wasser dient als Trinkwasser und zur Feldbewässerung.

## Religion
Die Varada gilt vielen Menschen in Karnataka als heiliger Fluss; ihr Quellort Thirtha wird auch als „Dorf des heiligen Wassers“ bezeichnet. Hier wie entlang des gesamten Flusslaufs stehen zahlreiche kleine Tempel und Schreine.